# Shelley Duvall
Shelley Alexis Duvall (Houston, 7 de julio de 1949-Blanco, Texas, 11 de julio de 2024), conocida como Shelley Duvall, fue una actriz estadounidense. Sus galardones incluyen un premio del Festival de Cannes a la mejor actriz, un premio Peabody, dos nominaciones al premio Emmy y una nominación al premio BAFTA.
Nacida en Texas, Duvall comenzó a actuar después de ser descubierta por el director Robert Altman, quien quedó impresionado con su presencia alegre y la eligió para la película de comedia negra Brewster McCloud (1970). A pesar de sus dudas sobre convertirse en actriz, continuó trabajando con Altman, apareciendo en McCabe & Mrs. Miller (1971) y Thieves Like Us (1974). Su gran avance se produjo con la película de culto de Altman Nashville (1975), y obtuvo un amplio reconocimiento con el drama 3 Women (1977), también dirigido por Altman, por el que ganó el premio del Festival de Cannes a la mejor actriz y obtuvo una nominación en los premios BAFTA. Ese mismo año, apareció en un papel secundario (como escritora de Rolling Stone) en la comedia romántica satírica de Woody Allen, Annie Hall (1977), ganadora del premio Óscar a la mejor película y también presentó en Saturday Night Live.
En la década de 1980, Duvall se hizo famosa por sus papeles principales, que incluyen a Olivia en la versión de acción real de Popeye (1980) de Altman y a Wendy Torrance en la película de terror de Stanley Kubrick, El resplandor (1980). Se aventuró en la producción de programación televisiva dirigida a niños y jóvenes en la segunda mitad de la década de 1980, en particular creando y presentando los programas Faerie Tale Theatre (1982-1987), Tall Tales & Legends (1985-1987) y Nightmare Classics (1989).
Duvall trabajó esporádicamente en la actuación a lo largo de la década de 1990, en particular interpretando papeles secundarios en la película de suspenso de Steven Soderbergh The Underneath (1995) y la adaptación de Henry James Retrato de una dama (1996), dirigida por Jane Campion. 
Durante muchos años, Duvall se mantuvo alejada de los medios públicos, manteniendo su vida personal en general en privado. Sin embargo, sus problemas de salud obtuvieron una importante cobertura mediática. Después de una pausa de veinte años en la actuación, Duvall comentó que volvería a actuar en una próxima película de terror, titulada The Forest Hills, dirigida por Scott Goldberg. Duvall falleció el 11 de julio de 2024 en su casa en Blanco, Texas, por complicaciones provocadas por la diabetes que padecía.

## Biografía y carrera

### 1949-1970: primeros años

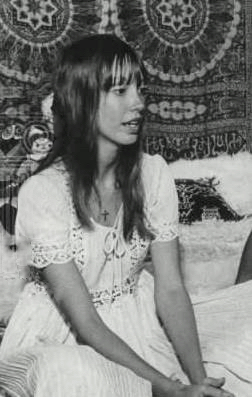
Duvall en 1971.

Shelley Alexis Duvall nació el 7 de julio de 1949, en Fort Worth, Texas, siendo hija de Bobbie Ruth Crawford (de soltera Massengale, 1929-2020), una realtor inmobiliaria, y Robert Richardson «Bobby» Duvall (1919-1994), un subastador de ganado convertido en abogado (que no debe confundirse con el actor Robert Duvall, con quien Shelley no está relacionada). Duvall tiene tres hermanos menores: Scott, Shane y Stewart.
Duvall pasó sus primeros años viviendo en varios lugares de Texas debido al trabajo de su padre, antes de que la familia se estableciera en Houston cuando ella tenía cinco años. Duvall era una niña artística y enérgica, y finalmente se ganó el apodo de «Manic Mouse» de su madre. También se interesó por la ciencia a una edad temprana y, cuando era adolescente, aspiraba a convertirse en científica. Después de graduarse de Waltrip High School en 1967, Duvall vendió cosméticos en Foley's y asistió al South Texas Junior College, donde se especializó en nutrición y dietoterapia.

### 1970-1976: inicios como actriz
Alrededor de 1970, conoció a Robert Altman en una fiesta mientras él filmaba Brewster McCloud (1970) en locaciones de Texas. Varios miembros del equipo de la película quedaron fascinados por la presencia alegre y la apariencia física única de Duvall, y le pidieron que fuera parte del largometraje. Duvall reflexionó sobre su compromiso con el proyecto: «Me cansé de discutir y pensé que tal vez era actriz. Me dijeron que viniera y simplemente me subí a un avión y lo hice. Me quedé impresionada». Duvall nunca había abandonado Texas antes de que Altman le ofreciera un papel. Ella voló a Hollywood y posteriormente apareció en la película.

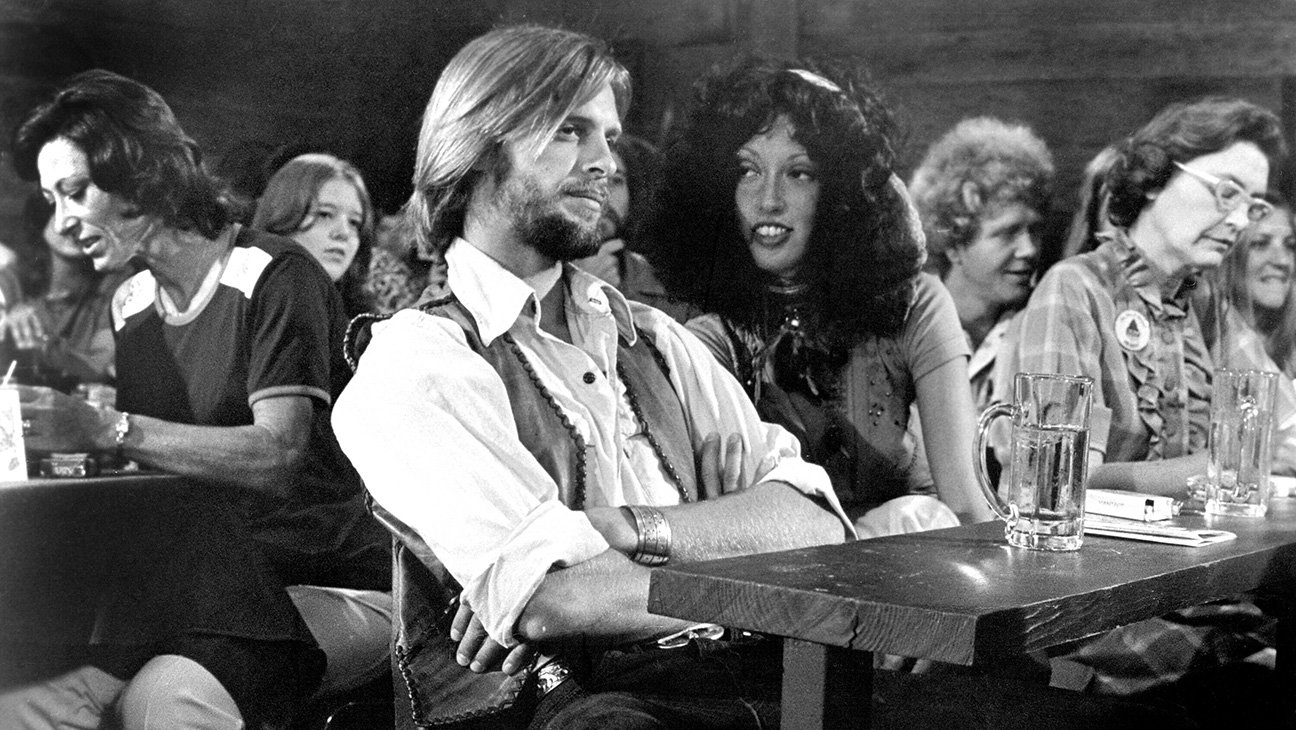
Duvall junto a Keith Carradine en una escena de Nashville (1975)

Posteriormente, Altman eligió a Duvall para papeles como una novia insatisfecha por correo en McCabe & Mrs. Miller (1971), y la hija de un convicto y amante del personaje de Keith Carradine en Thieves Like Us (1974). Duvall apareció como una groupie distraída en la comedia coral de Altman Nashville (1975), que fue un éxito comercial y de crítica, y una mujer comprensiva del Salvaje Oeste en Buffalo Bill and the Indians, o Sitting Bull's History Lesson (1976). También presentó una velada de Saturday Night Live y apareció en cinco sketches: «Programming Change», «Video Vixens», «Night of the Moonies», «Van Arguments» y «Goodnights».

### 1977-1980: reconocimiento internacional
En 1977, Duvall interpretó a Mildred «Millie» Lammoreaux en la película de suspenso psicológico 3 Women de Robert Altman y actuando junto con Sissy Spacek, que retrataba a una mujer que vivía en un lúgubre pueblo del desierto de California. Aunque había un guion escrito, Duvall, al igual que otros miembros del elenco, improvisó muchas de sus líneas. A pesar de que la película no fue un gran éxito de taquilla, recibió elogios de la crítica, y la actuación de Duvall fue elogiada. Los críticos del Texas Monthly Marie Brenner y Jesse Kornbluth elogiaron a Duvall por su «actuación extraordinaria». Su actuación le valió el premio a la mejor actriz en el Festival de Cannes de 1977 y el premio LAFCA a la mejor actriz, además de una nominación al BAFTA. Luego apareció en un papel menor en Annie Hall (1977) de Woody Allen, actuando junto con el mismo Allen y Diane Keaton.

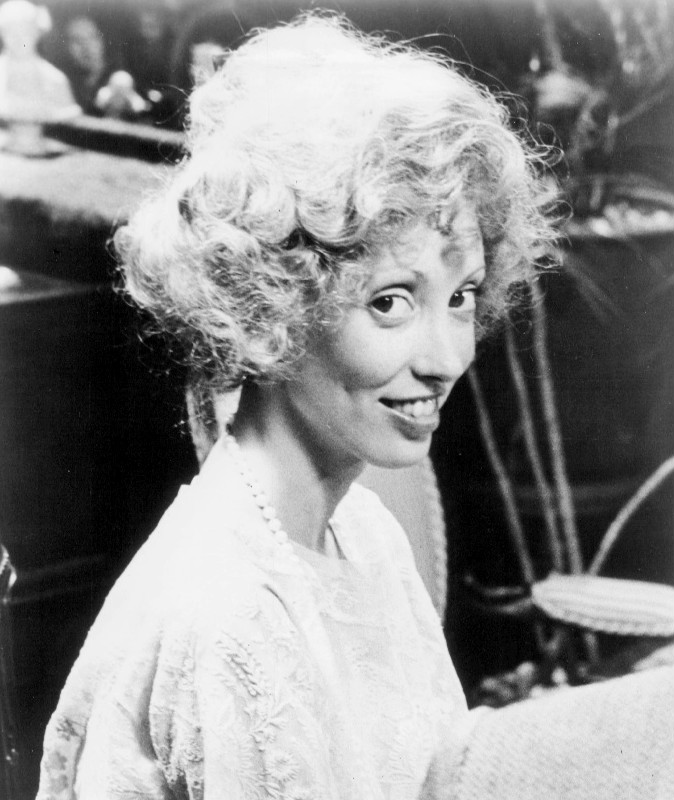
En Bernice Bobs Her Hair (1977)

El siguiente papel de Duvall fue el de Wendy Torrance en El resplandor (1980), dirigida por Stanley Kubrick y actuando junto con Jack Nicholson. En el documental de 2001 Stanley Kubrick: A Life in Pictures, Nicholson mencionó que fue fantástico trabajar con Kubrick, pero que era «un director diferente» con Duvall. Debido a la naturaleza metódica de Kubrick, la fotografía principal tardó un año en completarse. El guion de la película se cambiaba con tanta frecuencia que Nicholson dejó de leer cada borrador. Kubrick se enfrentó a sus actores y discutía continuamente con Duvall. Luego, Kubrick aisló intencionalmente a Duvall y realizó tomas agotadoras, como la escena del bate de béisbol, que había repetido 127 veces. Posteriormente, Duvall le presentó a Kubrick mechones de cabello que se le habían caído debido al estrés extremo de la filmación. Durante los últimos nueve meses de rodaje, dijo que el papel le exigía llorar doce horas al día, cinco o seis días a la semana, y mencionó  que «era muy difícil estar histérica durante tanto tiempo». En una entrevista con Roger Ebert, ella también dijo que hacer la película era «casi insoportable. Pero desde otros puntos de vista, realmente muy agradable, supongo».
Mientras Duvall estaba en Londres filmando la película de Kubrick, Robert Altman la eligió para interpretar a Olivia en su adaptación cinematográfica de Popeye, junto con Robin Williams. La película fue un éxito comercial, pero recibió críticas negativas. Sin embargo, Duvall fue elogiada por su actuación. La película ha sido revaluada positivamente en las décadas transcurridas desde su estreno. El crítico de cine Roger Ebert dijo que era un papel para el que «nació». «Shelley Duvall es como una preciosa pieza de China con una personalidad tintineante. Se ve y suena como casi nadie más, y si es cierto que nació para interpretar el personaje de Olivia (y lo hace en el nuevo musical de Altman, Popeye), También es cierto que posiblemente haya interpretado más tipos de personajes realmente diferentes que casi cualquier otra joven actriz de los años setenta».

### 1981-2016: televisión, producción y vida posterior

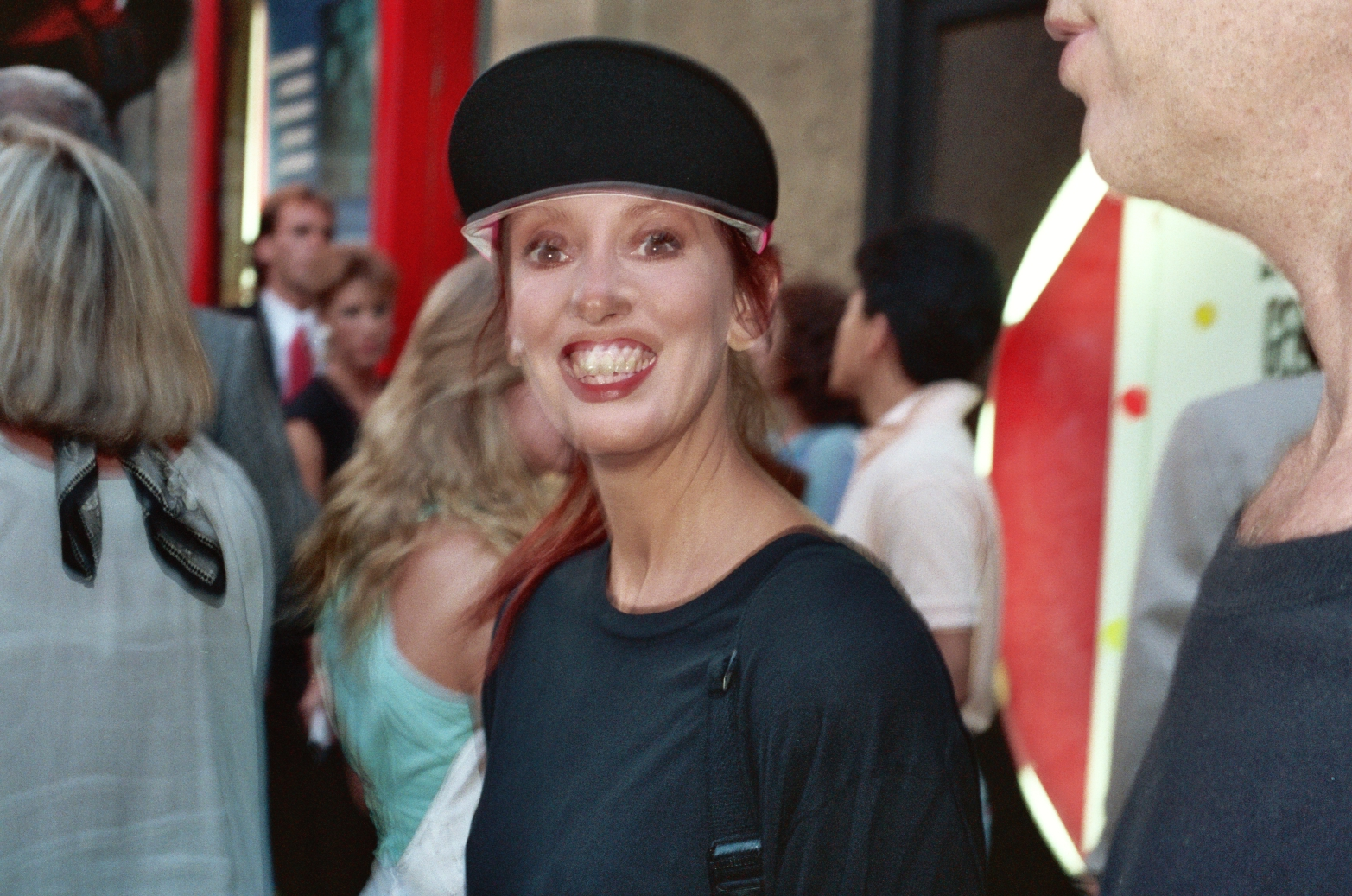
Duvall en 1990.

A inicios de los ochenta, Duvall trabajó en programas y series infantiles para televisión como Faerie Tale Theatre entre 1982 y 1987, producida por ella y en la que presentaba diversos cuentos de hadas. Sus programas infantiles Tall Tales and Legends y Bedtime Stories, también interpretados y producidos por ella, fueron nominados a los premios Emmy en 1988 y 1992 respectivamente. Posteriormente ha actuado en series adultas como Frasier o La ley de los Ángeles.
Duvall vivió alejada de los focos desde que protagonizó Manna from Heaven en 2003, y se retiró a un rancho de Texas, su estado natal, con su pareja desde 1989, el músico Dan Gilroy. En 2016 se desató la polémica por su aparición en un programa de la televisión estadounidense que exhibió sin reparos a la actriz en un delicado estado de salud físico y mental. Tras la emisión del programa, el realizador Lee Unkrich, director de Toy Story 3, que estaba escribiendo un libro sobre El resplandor y llevaba años buscándola, se reunió con ella y confirmó que Duvall era capaz de mantener largas conversaciones coherentes.

### 2022-2024: regreso a la actuación

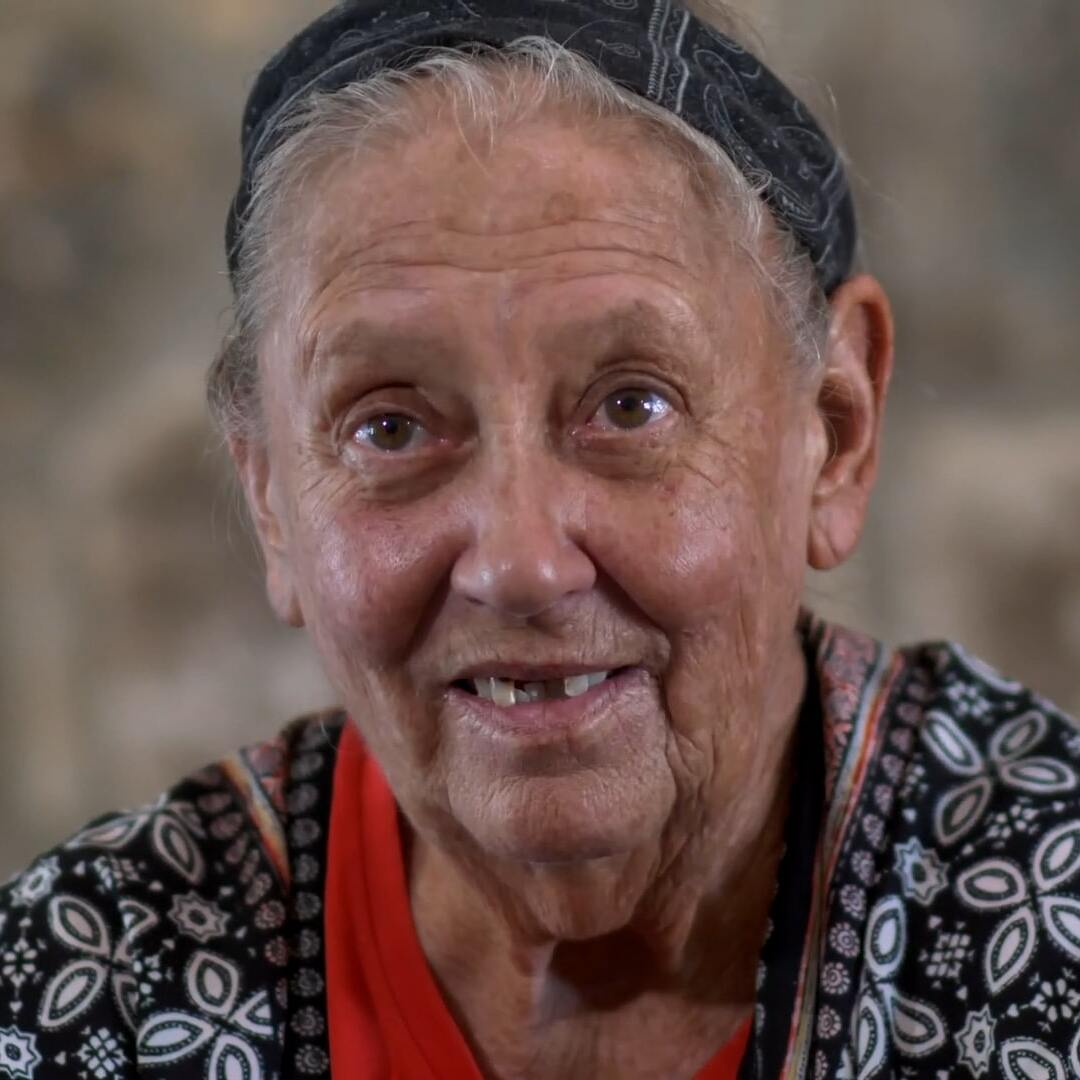
Duvall en 2024, promocionando su última película The Forest Hills.

Después de una ausencia de veinte años, en 2022, actuó en la película The Forest Hills, del director Scott Goldberg, una película independiente de suspenso y terror coprotagonizada por Edward Furlong, Chiko Mendez y Dee Wallace, cuyo estreno fue previsto para 2024.

## Vida personal

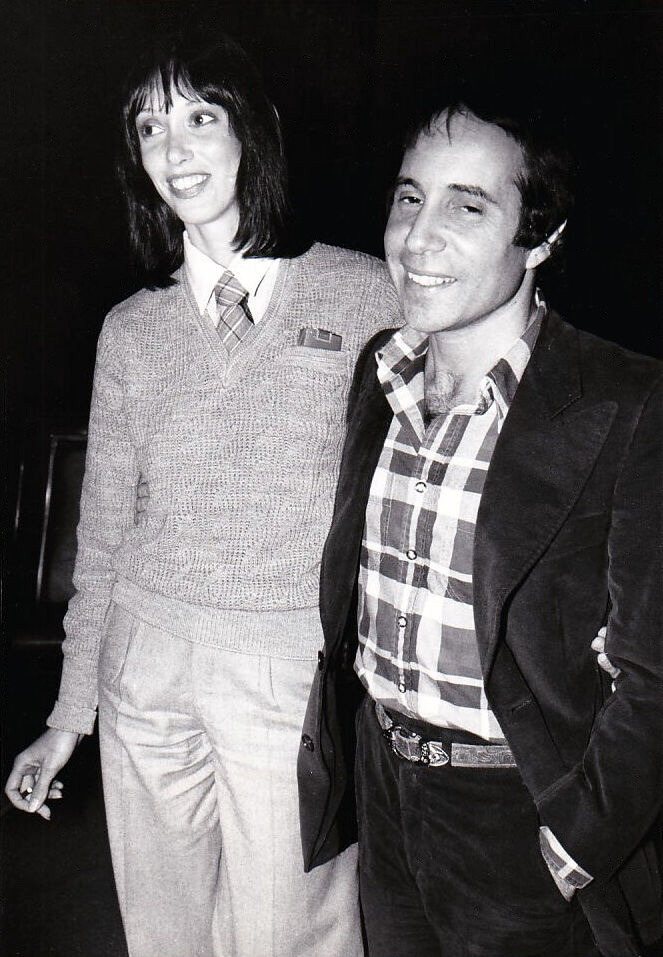
Duvall junto a Paul Simon en 1977.

Duvall se casó con el artista Bernard Sampson en 1970, pero su matrimonio se desintegró cuando la carrera actoral de Duvall se aceleró, lo que llevó a su divorcio en 1974. Mientras filmaba Annie Hall en Nueva York en 1976, Duvall conoció al cantante y compositor Paul Simon. La pareja inició una relación y vivieron juntos durante dos años. Su relación terminó cuando Duvall le presentó a Simon a su amiga, la actriz Carrie Fisher; Fisher empezó a salir con Simon. Duvall ha estado en una relación con el músico y exvocalista principal de Breakfast Club, Dan Gilroy, desde 1989. La pareja comenzó su relación mientras coprotagonizaban el programa de Disney Channel Mother Goose Rock 'n' Rhyme, que también fue producido por Duvall.

### Muerte
El 11 de julio de 2024, 4 días después de haber cumplido 75 años de edad, Duvall falleció en su casa de Blanco, Texas, mientras dormía, debido a complicaciones de la diabetes que padecía.

## Discografía
- Banda sonora original de la película Popeye: canciones «He Needs Me», «Sail With Me» y «He's Large» (1980)
- Hello, I'm Shelley Duvall... Sweet Dreams (1991)
- Hello, I'm Shelley Duvall... Merry Christmas (1991)

## Filmografía

### Cine
| Año  | Título                       | Papel                       | Notas          | Ref.   |
| ---- | ---------------------------- | --------------------------- | -------------- | ------ |
| 1970 | Brewster McCloud             | Suzanne Davis               |                | [ 15 ] |
| 1971 | McCabe & Mrs. Miller         | Ida Coyle                   |                | [ 15 ] |
| 1974 | Thieves Like Us              | Keechie                     |                | [ 15 ] |
| 1975 | Nashville                    | Martha / L. A. Joan         |                | [ 15 ] |
| 1976 | Buffalo Bill and the Indians | Mrs. Grover Cleveland       |                | [ 15 ] |
| 1977 | 3 Women                      | Mildred «Millie» Lammoreaux |                | [ 15 ] |
| 1977 | Annie Hall                   | Pam                         |                | [ 15 ] |
| 1980 | El resplandor                | Wendy Torrance              |                | [ 15 ] |
| 1980 | Popeye                       | Olivia                      |                | [ 15 ] |
| 1981 | Time Bandits                 | Pansy                       |                | [ 16 ] |
| 1984 | Frankenweenie                | Susan Frankenstein          | Cortometraje   | [ 17 ] |
| 1987 | Roxanne                      | Dixie                       |                | [ 15 ] |
| 1991 | Suburban Commando            | Jenny Wilcox                |                | [ 15 ] |
| 1995 | The Underneath               | Enfermera                   |                | [ 18 ] |
| 1996 | Retrato de una dama          | Countess Gemini             |                | [ 19 ] |
| 1997 | Changing Habits              | Sister Agatha               |                | [ 20 ] |
| 1997 | Twilight of the Ice Nymphs   | Amelia Glahn                |                | [ 21 ] |
| 1997 | My Teacher Ate My Homework   | Sra. Fink                   |                | [ 22 ] |
| 1997 | RocketMan                    | Mrs. Randall                | No acreditada  | [ 23 ] |
| 1998 | Tale of the Mummy            | Edith Butros                |                | [ 24 ] |
| 1998 | Casper Meets Wendy           | Gabby                       |                | [ 25 ] |
| 1998 | Home Fries                   | Sra. Jackson                |                | [ 15 ] |
| 1999 | The 4th Floor                | Martha Stewart              |                | [ 26 ] |
| 1999 | Boltneck                     | Sra. Stein                  |                | [ 27 ] |
| 2000 | Dreams in the Attic          | Nellie                      | No fue lanzada | [ 28 ] |
| 2002 | Manna from Heaven            | Detective Dubrinski         |                | [ 15 ] |
| 2023 | The Forest Hills             | Madre de Rico               |                | [ 29 ] |

### Televisión
| Año       | Título                              | Papel                       | Notas                                                            | Ref.   |
| --------- | ----------------------------------- | --------------------------- | ---------------------------------------------------------------- | ------ |
| 1973      | Cannon                              | Liz Christie                | Episodio: «The Seventh Grave»                                    | [ 30 ] |
| 1973      | Love, American Style                | Bonnie Lee                  | Episodio: «Love and the Mr. and Mrs.                             | [ 31 ] |
| 1976      | Baretta                             | Aggie                       | Episodio: «Aggie»                                                | [ 32 ] |
| 1976      | Bernice Bobs Her Hair               | Bernice                     | Cortometraje para televisión                                     | [ 33 ] |
| 1977      | Saturday Night Live                 | Ella misma / varios papeles | Episodio: «Shelley Duvall / Joan Armatrading»                    |        |
| 1982-1987 | Faerie Tale Theatre                 | Ella misma / varios papeles | 27 episodios; también creadora y productora ejecutiva            | [ 31 ] |
| 1984      | Booker                              | Laura Burroughs             | Cortometraje                                                     | [ 34 ] |
| 1985-1987 | Tall Tales & Legends                | Ella misma / varios papeles | 9 episodios; también creadora y productora ejecutiva             | [ 31 ] |
| 1986      | Popples                             |                             | Película de televisión; productora ejecutiva                     | [ 35 ] |
| 1986      | The Twilight Zone                   | Margaret                    | Episodio: «A Saucer of Loneliness»                               | [ 31 ] |
| 1987      | Frog                                | Annie Anderson              | Película de televisión; también productora ejecutiva             | [ 36 ] |
| 1989      | Nightmare Classics                  |                             | Creator and executive producer                                   | [ 37 ] |
| 1990      | Mother Goose Rock 'n' Rhyme         | Little Bo Peep              | Película de televisión                                           | [ 38 ] |
| 1990      | Rockin' Through the Decades         | Ella misma                  | Especial de televisión                                           |        |
| 1991      | Frogs!                              | Annie Anderson              | Película de televisión                                           | [ 39 ] |
| 1991      | Stories from Growing up             |                             | Película de televisión; productora ejecutiva                     | [ 40 ] |
| 1991      | Backfield in Motion                 |                             | Película de televisión; productora ejecutiva                     | [ 40 ] |
| 1992      | The Ray Bradbury Theater            | Leota Bean                  | Episodio: «The Tombstone»                                        | [ 31 ] |
| 1992-1993 | Shelley Duvall's Bedtime Stories    | Ella misma                  | 14 episodios; también creadora, guionista y productora ejecutiva | [ 41 ] |
| 1994      | Mrs. Piggle-Wiggle                  |                             | Creadora y productora ejecutiva                                  | [ 31 ] |
| 1994      | L. A. Law                           | Margo Stanton               | Episodio: «Tunnel of Love»                                       |        |
| 1995      | Frasier                             | Caroline (voz)              | Episodio: «Dark Victory»                                         |        |
| 1997      | The Adventures of Shirley Holmes    | Alicia Fett                 | Episodio: «The Case of the Wannabe Witch»                        |        |
| 1997      | Adventures from the Book of Virtues | Fairy (voz)                 | Episodio: «Perseverance»                                         |        |
| 1997      | Aaahh!!! Real Monsters              | Ocka (voz)                  | Episodio: «Oblina Without a Cause»                               |        |
| 1997      | Alone                               | Estelle                     | Película de televisión                                           |        |
| 1998      | Maggie Winters                      | Muriel                      | Episodio: «Dinner at Rachel's»                                   | [ 31 ] |
| 1999      | Wishbone                            | Renee Lassiter              | Episodio: «Groomed for Greatness»                                |        |
| 1999      | The Hughleys                        | Sra. Crump                  | Episodio: «Storm o' the Century»                                 | [ 31 ] |

## Premios y nominaciones
| Año  | Premio / festival de cine            | Categoría                                                             | Trabajo                                                           | Resultado   |
| ---- | ------------------------------------ | --------------------------------------------------------------------- | ----------------------------------------------------------------- | ----------- |
| 1977 | Festival de Cannes                   | Mejor actriz                                                          | 3 Women                                                           | Ganadora    |
| 1977 | Los Angeles Film Critics Association | Mejor actriz                                                          | 3 Women                                                           | Ganadora    |
| 1977 | National Society of Film Critics     | Mejor actriz                                                          | 3 Women                                                           | Subcampeona |
| 1977 | New York Film Critics Circle         | Mejor actriz                                                          | 3 Women                                                           | Subcampeona |
| 1978 | Premios BAFTA                        | Mejor actriz                                                          | 3 Women                                                           | Nominada    |
| 1984 | Peabody Award                        | Peabody Award                                                         | Faerie Tale Theatre                                               | Ganadora    |
| 1988 | Primetime Emmy Awards                | Programa infantil destacado                                           | Tall Tales & Legends                                              | Nominada    |
| 1992 | Primetime Emmy Awards                | Programa animado excepcional (para programación de menos de una hora) | Shelley Duva's Bedtime Stories                                    | Nominada    |
| 1998 | Gemini Award                         | Mejor interpretación de una actriz invitada en una serie dramática    | The Adventures of Shirley Holmes: «The Case of the Wannabe Witch» | Nominada    |
| 2019 | Women Film Critics Circle Award      | Premio a la trayectoria                                               | Premio a la trayectoria                                           | Nominada    |
| 2020 | Texas Film Award                     | Salón de la Fama de Texas                                             | Salón de la Fama de Texas                                         | Inducida    |